# Karl von Laffert-Woldeck
Karl Gebhard Adolf Hermann Richard von Laffert, seit ca. 1914 von Laffert-Woldeck (* 25. März 1852 in Bückeburg; † 8. September 1920 in Dresden) war ein sächsischer Generalleutnant.

## Leben

### Herkunft
Karl von Laffert entstammte der mecklenburgischen Linie des ursprünglich braunschweigisch-lüneburgischen Patriziergeschlechts von Laffert. Er war ein Sohn des hannoverschen Steuerdirektors Karl von Laffert und dessen Ehefrau Klare, geborene von der Wense und hatte fünf Geschwister, darunter den sächsischen General der Kavallerie Maximilian von Laffert.

### Karriere
Laffert besuchte die Realschule und das Gymnasium in Celle sowie ab 1. April 1868 das Dresdner Kadettenhaus. Bei Ausbruch des Krieges gegen Frankreich wurde er als Fähnrich dem 4. Infanterie-Regiment Nr. 103 der Sächsischen Armee überwiesen und nahm an der Belagerung von Paris teil. Nach dem Vorfrieden von Versailles avancierte er Ende März 1871 zum Sekondeleutnant. Bis Ende April 1884 stieg er zum Hauptmann und Kompaniechef auf. Im selben Jahre erfolgte seine Versetzung in das 2. Grenadier-Regiment Nr. 101 „Kaiser Wilhelm, König von Preußen“, wo er 1894 zum Major und Bataillonskommandeur aufstieg. Nach weiterer Beförderung zum Oberstleutnant im 6. Infanterie-Regiment Nr. 105 „König Wilhelm II. von Württemberg“ im Jahr 1898, stieg er 1900 zum Oberst und Kommandeur des 5. Infanterie-Regiments „Kronprinz“ Nr. 104 auf. Am 23. April 1904 wurde Laffert zu den Offizieren von der Armee versetzt und am 19. Juni 1904 unter Beförderung zum Generalmajor als Kommandeur der 5. Infanterie-Brigade Nr. 63 nach Bautzen versetzt. In dieser Stellung erhielt er im Mai 1907 das Komturkreuz II. Klasse des Verdienstordens. Unter Verleihung des Charakters als Generalleutnant und der Berechtigung zum Tragen seiner Uniform wurde Laffert am 20. März 1908 in Genehmigung seines Abschiedsgesuches mit Pension zur Disposition gestellt.
Im Ruhestand bemühte er sich um die Förderung des Automobilwesen und der Luftschifffahrt im Königreich Sachsen und wurde 1911 Mitglied des Königlich-Sächsischen Automobilkorps. Ab 1914 gehörte er dessen Präsidium an. Zudem war er auch aktives Mitglied im Sächsischen Verein für Luftschifffahrt, wo er 1918 als zweiter Vorsitzender wirkte.
Nach Ausbruch des Ersten Weltkriegs wurde er als z.D.-Offizier wiederwendet und war zunächst Kommandeur der stellvertretenden 5. Infanterie-Brigade Nr. 63. Alsbald wurde er Kommandeur des Königlich-Sächsischen Freiwilligen Automobilkorps. 1920 starb er aufgrund eines Fahrradunfalls nachdem er beim Überschreiten der Grunaer Straße von einem jungen Fahrradfahrer umgefahren wurde. Durch ein ihm zugefallenes Fideikommiss führte er den Namen „von Laffert-Woldeck“.